# Hypsagonus corniger
Hypsagonus corniger är en fiskart som beskrevs av Taranetz, 1933. Hypsagonus corniger ingår i släktet Hypsagonus och familjen pansarsimpor. Inga underarter finns listade i Catalogue of Life.